# Al șaptelea cartuș
Al șaptelea cartuș (în rusă Седьмая пуля, transliterat: Sedmaia pulea) este un film de aventuri eastern sovietic din 1973, produs de studioul regional Uzbekfilm și regizat de cineastul uzbec Ali Hamraev. Scenariul filmului, scris de Fridrih Gorenștein (Friedrich Gorenstein) și Andrei Mihalkov-Koncealovski, este inspirat din lupta autorităților sovietice pentru lichidarea ultimelor grupări de rezistență anticomunistă din Asia Centrală.
Acțiunea filmului are loc în anii 1920 în Asia Centrală, după instaurarea puterii sovietice, când bande de basmaci treceau granița pentru a ataca noile autorități, lăsând în urma lor o mulțime de morți. În lipsa comandantului, plecat cu treburi la centrul regional din Tașkent, un grup de soldați ai unui detașament sovietic de miliție dezertează și se alătură unei bande de basmaci. Comandantul sovietic Maksumov (interpretat de actorul kârgâz Suimenkul Ciokmorov) pune la cale un plan pentru a-i recupera pe soldații dezertori și pleacă pe urmele basmacilor, intenționând să-l ucidă pe Hairulla, conducătorul bandei.
Filmările au fost realizate în orașul Isfara din RSS Tadjică și în împrejurimile sale. Acest film s-a bucurat de o popularitate considerabilă în rândul cinefililor sovietici, fiind vizionat de 22,5 milioane de spectatori.

## Rezumat
Comandantul militar Maksumov se întoarce în orășelul Ucikurgan, pe care-l găsește pustiu în urma unui atac armat. Casele par abandonate, iar cadavrele comisarului sovietic Piotr Ivanovici și ale altor membri ai detașamentului de miliție zac abandonate în piața centrală. Dintr-o casă iese speriat un soldat bărbos care aruncă o grenadă, strigând: „Nu mă predau cât timp sunt în viață!”. Comandantul îl recunoaște pe Hașimov și îi cere să raporteze situația. În lipsa comandantului, plecat cu treburi la centrul regional din Tașkent, izbucnise o revoltă în cadrul detașamentului după ce comisarul Piotr Ivanovici i-a interzis soldatului Umar să se roage în timpul serviciului. Rebelii s-au alăturat în aceeași noapte bandei de basmaci a lui Hairulla, care număra acum 200 de luptători, și s-au îndreptat într-o direcție necunoscută.
Maksumov îl eliberează pe dezertorul Hasan, care fusese luat prizonier, și apoi este abordat de o femeie cu burqa pe nume Aigul, care-i spune că oamenii lui Hairulla vor veni a doua zi ca să o ia cu forța. Aigul îi cere să-l omoare pe conducătorul basmacilor și apoi să se căsătorească cu ea. Comandantul crede că femeia îl poate conduce la Hairulla și pune la cale un plan pentru a-și convinge soldații dezertori să revină, considerând că un „detașament musulman” este mai potrivit aici pentru menținerea ordinii decât un „regiment rus”. El își încarcă revolverul cu șase gloanțe și îl ascunde pe al șaptelea sub caschetă, intenționând să folosească acest glonț pentru uciderea lui Hairulla. Sunt numite noi autorități pentru asigurarea ordinii în lipsa comandantului: bătrânul Azizov, secretarul Comitetului Executiv al Partidului Comunist, devine noul comisar sovietic, iar soldatul Hașimov noul șef al miliției.
Profitând de informația că Hairulla pusese o recompensă de 10.000 de galbeni pe capul lui, comandantul Maksumov așteaptă în defileu sosirea grupului de călăreți care o luase cu forța pe Aigul și se predă de bunăvoie pentru a fi dus la căpetenia basmacilor. Călăreții îl leagă și apoi își continuă drumul. Caravana face mai întâi un popas la saivanul păstorului de capre Ismail, care se află izolat pe malul unui râu de munte. Păstorul, care nu se alăturase nici puterii sovietice și nici basmacilor lui Hairulla, recunoaște calul lui Maksumov și crede în mod eronat că ofițerul sovietic era cel care îi ucisese fratele mai demult. Încercarea sa de ucidere a lui Maksumov, pe baza principiului răzbunării sângelui, este dejucată însă de basmaci.
Caravana este urmărită de călăreții lui Ismail, care o atacă la trecerea ei printr-un sat și îi ucid în ambuscadă pe toți oamenii lui Hairulla. Maksumov este capturat în cursul acestei ambuscade și, însoțit de bunăvoie de Aigul, ajunge din nou în saivan, unde mama păstorului nu îl recunoaște însă ca ucigaș al fiului ei. Cu această ocazie, Ismail și Maksumov devin prieteni, iar păstorul decide să-l ajute pe ofițerul sovietic, după ce află că Hairulla este cel care i-a ucis fratele. În acest timp, Hașimov sosește la saivanul păstorului și îl anunță pe comandant că banda lui Hairulla ocupase orășelul Ucikurgan în urma unei lupte inegale cu forțele sovietice.
Maksumov se întoarce în oraș și o aduce cu el pe Aigul. Ca recompensă, el îi cere lui Hairulla să-l lase să se adreseze foștilor săi soldați, pe care îi mustră sever pentru lașitate și neascultare. Maksumov încearcă să le explice scopul Revoluției Sovietice și îl împușcă pe ucigașul comisarului Piotr Ivanovici, dar este atacat de foștii soldați, care vor să-l linșeze. Hairulla intervine personal și-i salvează viața comandantului pentru a-l putea judeca. În aceeași noapte, majoritatea soldaților decid să îl ajute pe Maksumov, iar soția bătrână a lui Hairulla („înțeleaptă ca un mullah”) îi atrage atenția soțului ei că a îmbătrânit și că tovarășii lui nu-i sunt loiali și îi propune să fugă împreună în Kashgaria.
În dimineața următoare călăreții lui Ismail pătrund pe ascuns în oraș, îi atacă pe membrii bandei lui Hairulla și reușesc încă de la început să pună pe mitralieră. Văzând demoralizarea oamenilor săi, Hairulla o ia cu el pe Aigul și încearcă să fugă peste graniță, dezvăluindu-i unui atacator că are cetățenia engleză. Maksumov îl urmărește pe Hairulla și îl ucide de la distanță cu ultimul său glonț (al șaptelea), pe care îl trage peste râul de frontieră. El recuperează apoi trupul fără viață al lui Aigul și, urcându-l pe cal, călărește în fruntea detașamentului său ce poartă steagul roșu.

## Distribuție
- Suimenkul Ciokmorov — Maksumov, comandantul detașamentului de miliție[2][5][8][13][14]
- Dilorom Kambarova — Aigul, o fată locală care a fost luată cu forța de oamenii lui Hairulla[5][13][14]
- Hamza Umarov — Hairulla, căpetenia basmacilor[2][5][8][13][14]
- Nurmuhan Janturin — Kurbași, conducătorul grupului de basmaci care o răpește pe Aigul[2][5][8][13][14]
- Talgat Nigmatulin — păstorul Ismail[2][5][8][13][14]
- Bolot Beișenaliev — Hasan, soldat dezertor din detașamentul lui Maksumov[2][5][8][13][14]
- Melis Abzalov — basmac, ajutorul lui Hairulla[5][13][14]
- Bahtior Ihtiiarov — Sagdulla, soldat dezertor din detașamentul lui Maksumov, unul din conducătorii rebelilor[5][13][14]
- Anvara Alimova — mama lui Ismail[5][13][14]
- Hikmat Guliamov — ajutorul lui Ismail[5][14]
- Inogam Adîlov — ajutorul lui Ismail[5][13][14]
- Halima Kamilova — soția bătrână a lui Hairulla[5][8][14]
- Radjab Adașev — soldat dezertor din detașamentul lui Maksumov[5][13][14]
- A. Muhamedov — bătrânul Azizov, secretarul Comitetului Executiv al Partidului Comunist[5][14]
- Utkur Hodjaev — basmac[5][14]
- Djavlon Hamraev — Șuhrat, soldat dezertor din detașamentul lui Maksumov[5][14]
- Djamal Hașimov — Hașimov, soldat din detașamentul lui Maksumov[5][8][14]
- Tursun Iminov — Umar, soldat dezertor din detașamentul lui Maksumov[5][14]
- Șerali Pulatov — basmac[5][14]
- Azat Șaripov[5][14]
- Ulugbek Abdullaev[5][14]
- T. Aliev[5][14]
- Ș. Mavlianov[5][14]
- locuitorii satului Navghilem⁠(ru)[traduceți] din raionul Isfara⁠(en)[traduceți] al Tadjikistanului

## Producție

### Eastern-urile
În anii 1960–1970, vrând să combată înclinația publicului cinefil sovietic către producțiile occidentale, autoritățile cinematografice sovietice au propus realizarea unui gen nou de filme numit „eastern”-uri (în rusă истерн, din englezescul „eastern” – estic) sau „westernuri roșii”, care să reprezinte o contrapondere autohtonă la clasicele westernuri americane. Unii cineaști sovietici au susținut că aventurile din Asia Centrală sau din Caucaz sunt o sursă inepuizabilă de subiecte pentru acest nou gen de filme.
Un precursor al acestui gen de filme este Cei treisprezece (1937) al lui Mihail Romm, iar printre eastern-urile realizate în anii 1960–1970 se numără Întâlnire la moscheea veche (1969) al lui Suhbat Hamidov, Sfârșitul atamanului (1970) al lui Șaken Aimanov, Soarele alb al pustiului (1970) al lui Vladimir Motîl, Al șaptelea cartuș (1973) al lui Ali Hamraev, Acasă printre străini, străin printre ai săi (1974) al lui Nikita Mihalkov, Expresul transiberian (1977) al lui Eldor Uzarbaev, Garda de corp (1979) al lui Ali Hamraev ș.a. Acțiunea acestui gen de filme are loc adesea în anii 1920, în care comuniștii luptau să-și instaureze puterea în părțile cele mai îndepărtate ale țării, și se concentrează de obicei în jurul rușilor care sosesc în provinciile orientale ale țării și emancipează populația locală, eliberând-o de sub stăpânirea beilor și culacilor, precum și de tradițiile patriarhale care o țineau într-o stare de înapoiere economico-socială. Aceste filme prezintă uneori luptele Armatei Roșii cu rebelii musulmani și reflectă alteori viața minorităților etnice siberiene precum buriații și ciukcii.
Peisajele comune ale genului eastern sunt așezările slab populate situate în stepele și deșerturile din sudul și estul URSS sau în regiunile muntoase greu accesibile din Asia Centrală. Autoritățile sovietice au pătruns mai greu în aceste locuri, iar populația i-a sprijinit adesea pe conducătorii locali în lupta cu comuniștii. Propaganda sovietică a mistificat realitatea, susținând că poporul oprimat de imperialismul țarist a luptat alături de comuniști pentru constituirea unei patrii a clasei muncitoare. Eroii eastern-urilor sunt adesea membri ai organizației CEKA (precursoare a KGB-ului) care luptă cu Gărzile Albe sau cu „grupările feudale”, care se străduiau să-și păstreze puterea și privilegiile și erau cunoscute în regiunile musulmane sub numele generic de „basmaci”. Fermele agricole nu apar deloc în eastern-uri, deoarece, odată cu colectivizarea agriculturii, țăranii sovietici nu mai erau considerați persoane demne de încredere. Conflictele între eroi și adversari escaladează pe parcursul filmului, dar, spre deosebire de westernuri în care părțile aflate în conflict au cel puțin teoretic șanse egale în duelul cu pistoale, împușcăturile finale din eastern-urile sovietice seamănă a execuții.
Cercetătorul rus Serghei Lavrentiev (profesor de istoria cinematografiei la Institutul de Radiodifuziune și Televiziune din Moscova) rezumă astfel caracteristicile genului eastern în studiul său intitulat „Westernurile roșii” (2012): „În timp ce în westernurile americane, oamenii noi ajung la un pământ nou, luptându-se și constituind noua națiune americană, în westernurile roșii oamenii noi îi ucid pe oamenii vechi, luptându-se și constituind noua națiune sovietică”.

### Pregătiri

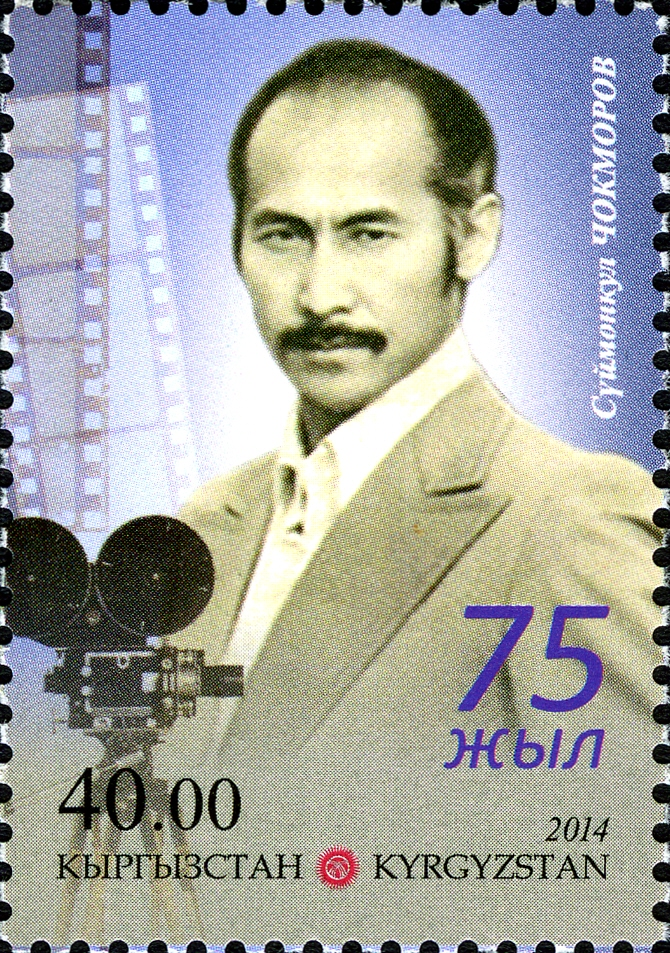
Actorul Suimenkul Ciokmorov reprezentat pe un timbru emis în Kârgâzstan în 2014

Al șaptelea cartuș se înscrie într-un ciclu de filme care prezintă formarea puterii sovietice în Turkestan, ciclu început cu filmul politic Trimis extraordinar (1970) și continuat cu drama romantică Fără teamă (1971). Filmul a fost produs de compania Uzbekfilm și a fost regizat de cineastul uzbec Ali Hamraev. Scenariul filmului, scris de Fridrih Gorenștein (Friedrich Gorenstein) și Andrei Mihalkov-Koncealovski, este inspirat din lupta istorico-revoluționară pentru instaurarea puterii sovietice în Asia Centrală prin lichidarea grupărilor de rezistență anticomunistă (care erau denumite „bande de contrarevoluționari” în presa comunistă). Acțiunea filmului se desfășoară pe teritoriul Uzbekistanului în anii 1924–1925, la puțin timp după instituirea autorităților sovietice, când luptătorii anticomuniști rămași se retrag în munți și formează grupuri de rezistență, care atacă periodic localitățile apropiate. Rolurile principale au fost interpretate de Suimenkul Ciokmorov (Maksumov), Dilorom Kambarova (Aigul), Hamza Umarov (Hairulla), Nurmuhan Janturin (Kurbași) și Talgat Nigmatulin (Ismail). Spre deosebire de Suimenkul Ciokmorov, care era un actor experimentat, Dilorom Kambarova, interpreta lui Aigul, era atunci o elevă de 15 ani, care apăruse pentru prima dată pe ecran în filmul Fără teamă (1971). Scenograful Vadim Dobrin a apărut în film în rolul comisarului ucis.
Regizorul a încercat, potrivit mărturisirii proprii, să evite „soluțiile simplificate, ușoare, care ne sunt oferite deseori de filmele de acest gen”. Soldații și bandiții nu sunt înfățișați, din acest motiv, într-un mod unidimensional ca în filmele sovietice mai vechi. Astfel, soldații detașamentului de miliție nu sunt eroii neînfricați care luptă pentru convingerile revoluționare, ci oameni simpli (țărani și muncitori), obișnuiți să lucreze cu secera și cu ciocanul și nevoiți să încalece și să tragă cu carabina. Nici bandiții nu sunt, pe de altă parte, niște răufăcători fioroși, ci oameni puternici și curajoși, care nu au înțeles momentul istoric pe care-l trăiau și au ajuns să se afle în tabăra greșită.

### Filmări
Filmările au avut loc în cursul anului 1972 în orașul Isfara din RSS Tadjică și în împrejurimile sale, fiind executate pe peliculă color de operatorul E. Agzamov, sub coordonarea directorului de imagine Aleksandr Pann. Atacul armat al călăreților lui Ismail pentru eliberarea lui Maksumov a fost filmat în curtea largă a unei școli de șoferi din Isfara, amenajată pe locul unei vechi moschei. Secvența finală în care Maksumov îl ucide cu ultimul său glonț pe Hairulla a fost filmată în ultimele zile ale lunii septembrie 1972 în prezența cineastului și coscenaristului Andrei Mihalkov-Koncealovski, fiind imitată ulterior în filmul Acasă printre străini, străin printre ai săi (1974) al lui Nikita Mihalkov, fratele lui Koncealovski, în secvența în care ofițerul cekist Egor Șilov îl ucide cu ultimele sale puteri pe ofițerul „alb” Lemke.
Producția filmului a fost coordonată de directorul V. Akmalov și de redactorul A. Kamenev. Decorurile au fost proiectate de Vadim Dobrin și costumele au fost create de designerul Rustam Hamdamov. Sunetul a fost înregistrat de inginerul G. Sencilo, iar muzica a fost compusă de compozitorul sovietic de origine kirghizo-uzbecă Rumil Vildanov și interpretată de Orchestra Simfonică de Stat a Cinematografiei⁠(en)[traduceți] dirijată de Emin Haciaturian⁠(en)[traduceți] (nepotul compozitorului și dirijorului armean Aram Haciaturian). Montajul filmului a fost realizat de V. Makarova. Filmul are o durată de 79 de minute. Lungimea peliculei este de 2.305 metri.

## Recepție

### Lansare
Al șaptelea cartuș a fost lansat pe 30 aprilie 1973 în Uniunea Sovietică și s-a bucurat de o popularitate considerabilă în rândul cinefililor sovietici. A fost vizionat în cinematografele sovietice de 22,5 milioane de spectatori. Filmul a fost distribuit apoi și în alte țări precum Ungaria (31 ianuarie 1974) și Republica Democrată Germană (12 iulie 1974).
Premiera filmului în România a avut loc în martie 1974; filmul a rulat în perioada următoare în unele cinematografe bucureștene precum Luceafărul (martie 1974), Central (martie 1974), Unirea (aprilie 1974), Pacea și Floreasca (aprilie 1974), Munca și Progresul (aprilie 1974) Crîngași (aprilie 1974), Înfrățirea între popoare (mai 1974), ș.a., inclusiv până în octombrie 1987, dar și în unele cinematografe din alte orașe (de exemplu, la Sighișoara, Reghin și Târnăveni).

### Aprecieri critice
Criticii de film au scos în evidență existența mai multor asemănări între Al șaptelea cartuș și clasicele westernuri americane: de la ideea de bază a filmului, la construcția scenelor și a personajului principal și până la exprimarea superiorității morale a noii ordini impuse de autorități. Filmul conține numeroase scene tipice westernurilor: curse călare, urmăriri și împușcături.
Ideea de bază a filmului este, la fel ca în westernuri, punerea în aplicare a legii într-un teritoriu stăpânit de diferite bande. Spre deosebire însă de alte filme cu subiecte similare, ordinea impusă de bolșevici încearcă să combine practicile judiciare cu tradițiile locale în concordanță cu particularitățile teritoriului și populației. Autoritățile bolșevice nu numai că iau locul autorităților feudale locale, ci, pentru a-și asigura victoria deplină în confruntarea cu basmacii fanatici, trebuie să-și dovedească superioritatea lor morală, de aceea este necesar ca membrii lor să fie nu doar comuniști, ci și musulmani. Un rol important îl are aici șeful detașamentului de miliție Maksumov, reprezentantul puterii comuniste, care, potrivit profesorului Norbert P. Franz de la Universitatea din Potsdam, este construit ca un erou western autentic. La fel ca șerifii americani, Maksumov este un om singuratic și dur, care, pentru a putea restabili ordinea, își atrage permanent oponenții în schimburi de focuri. Împușcătura finală a filmului este, prin urmare, „mai mult o execuție decât sfârșitul unui duel”, concluziona profesorul Franz.
Al șaptelea cartuș este considerat de critici drept unul dintre filmele rare din istoria cinematografiei sovietice în care basmacii nu sunt prezentați ca răufăcători notorii, ci ca oameni curajoși și puternici, care au preferat să-și urmeze tradițiile vechi și au respins astfel ideologia sovietică.
Enciclopedia cinematografică germană Lexikon des internationalen Films descrie astfel acest film: „Lupta comuniștilor uzbeci împotriva stăpânilor din perioada țaristă la începutul anilor 1920 sub forma unui film de acțiune aventuros în stil occidental: un comandant sovietic învinge prin inteligență și viclenie un ofițer contrarevoluționar care a atacat baza militară a Armatei Roșii și i-a ademenit, răpit sau împușcat proprii oameni. Sfârșitul filmului pus în scenă și interpretat într-un mod exagerat culminează cu scene de capă și spadă aproape parodice, inspirate din filmele occidentale”.